# STORM LOVER 2nd
『STORM LOVER 2nd』（ストーム・ラバー セカンド）は、2013年6月20日にディースリー・パブリッシャーからPlayStation Portable用に発売された恋愛アドベンチャーゲーム。乙女ゲームにも該当する。
同作は、週刊ファミ通クロスレビューでゴールド殿堂入りした。
2010年8月5日に発売された『STORM LOVER』の設定を受け継いだ続編で、4年後の物語となっている。主人公と攻略対象は（前作のファンディスク『夏恋!!』からの七尾椎名を除き）新しく登場するが、前作の攻略キャラもサブキャラとして再登場する。
新シナリオの『冬恋』など追加要素のあるPlayStation Vita用ソフトとして移植され、『STORM LOVER 2nd V』（ストーム・ラバー セカンドブイ）として2016年1月28日に発売された。

## 概要
前作同様のシステム「バカップルモード」「倦怠期モード」「三角関係モード」に加えて、新たな仕様が増えた。
- ラブバーストモード - バカップルが進化したもので、ラブバーストモードが発動すると、彼氏以外の男性が落書き＆空気になって、より一層のこと彼とのイチャつくことができる。
- 修羅場モード - 彼氏がいる状態で他のキャラの告白を受けて付き合うと二股状態になり、二股がバレてしまうと二人の彼氏が主人公を巡って泥沼バトル化する。
- 肉食・草食モード - 日々の行動で主人公の性格に変化がでる。 肉食モードになって積極的に迫ったり、草食モードで彼からエスコートされることもできる。

## 登場人物

### 主人公
嵐山 真理（あらしやままり）
声 - なし

### メインキャラクター
一本松 ヤマト（いっぽんまつ やまと）
声 - 島﨑信長
二宮 真琴（にのみや まこと）
声 - 江口拓也
朝参 孝太郎（みかどまいり こうたろう）
声 - 日野聡
四谷 陽斗（よつや はると）
声 - 高橋広樹
五十鈴 一久（いすず かずひさ）
声 - 下野紘
陸・フェルナンド・ハビエル（りく・ふぇるなんど・はびえる）
声 - 小野友樹
七尾 椎名（ななお しいな）
声 - 岡本信彦

### サブキャラクター
八戸 圭吾（はちのへ けいご）
声 - 松原大典
十文字 麻季（じゅうもんじ まき）
声 - 小西克幸
犬塚 千尋（いぬづか ちひろ）
声 - 小野坂昌也
卯都木 悠人（うづき ゆうと）
声 - 羽多野渉
御子柴 恭介（みこしば きょうすけ）
声 - 寺島拓篤
寅谷 立夏（とらたに りっか）
声 - 梶裕貴
巳城 タクミ（みしろ たくみ）
声 - 三浦祥朗
辰原 奏矢（たつはら そうや）
声 - 宮野真守
猪狩 澪（いかり みお）
声 - 浪川大輔
酉水 司（すがい つかさ）
声 - 安元洋貴
相馬 隆志（そうま たかし）
声 - 木村良平

## 主題歌

### 本編
OP「最恋（サイレン）」
作詞 - 高林祐樹 / 作曲 - WoozieMcMahon（トラウマパラドックス） / 編曲：QUERUX
歌：一本松ヤマト＆二宮真琴（島﨑信長＆江口拓也）
ED「アイノウタ」
作詞 - 高林祐樹
歌：一本松ヤマト＆二宮真琴（島﨑信長＆江口拓也）

### Vの曲
OPテーマ「ROCKET LOVE!!」
作詞 - 栄裕美子 / 作編曲 - Mark Ishikawa
歌：一本松ヤマト＆二宮真琴（島﨑信長＆江口拓也）
EDテーマ「∞（無限） KISSES」
作詞 - 栄裕美子 / 作編曲 - Mark Ishikawa
歌：朝参孝太郎＆四谷陽斗＆五十鈴一久＆陸・フェルナンド・ハビエル＆七尾椎名（日野聡＆高橋広樹＆下野紘＆小野友樹＆岡本信彦）

## 関連事項

### 書籍
- STORM LOVER 2nd 公式ビジュアルファンブック 2013年8月31日発売

### ドラマCD
- STORM LOVER 2nd ドラマCD 〜臨海学校、その夜〜 2013年10月9日発売
- STORM LOVER 2nd ドラマCD 〜ナンバーワン執事を決めろ〜 2013年11月20日発売

### イベント
- STORM LOVER 2nd LUCKY SUMMER VACATION（2014年8月17日開催）
  - イベントDVDが2015年2月25日に発売されている。
- STORM LOVER シリーズ合同バカップル祭（2015年9月13日開催）
  - イベントDVDが2016年2月24日に発売されている。

### アプリ
- LINEスタンプ STORM LOVER ＆ STORM LOVER 2nd 2016年4月24日発売